# Kurt Graebe

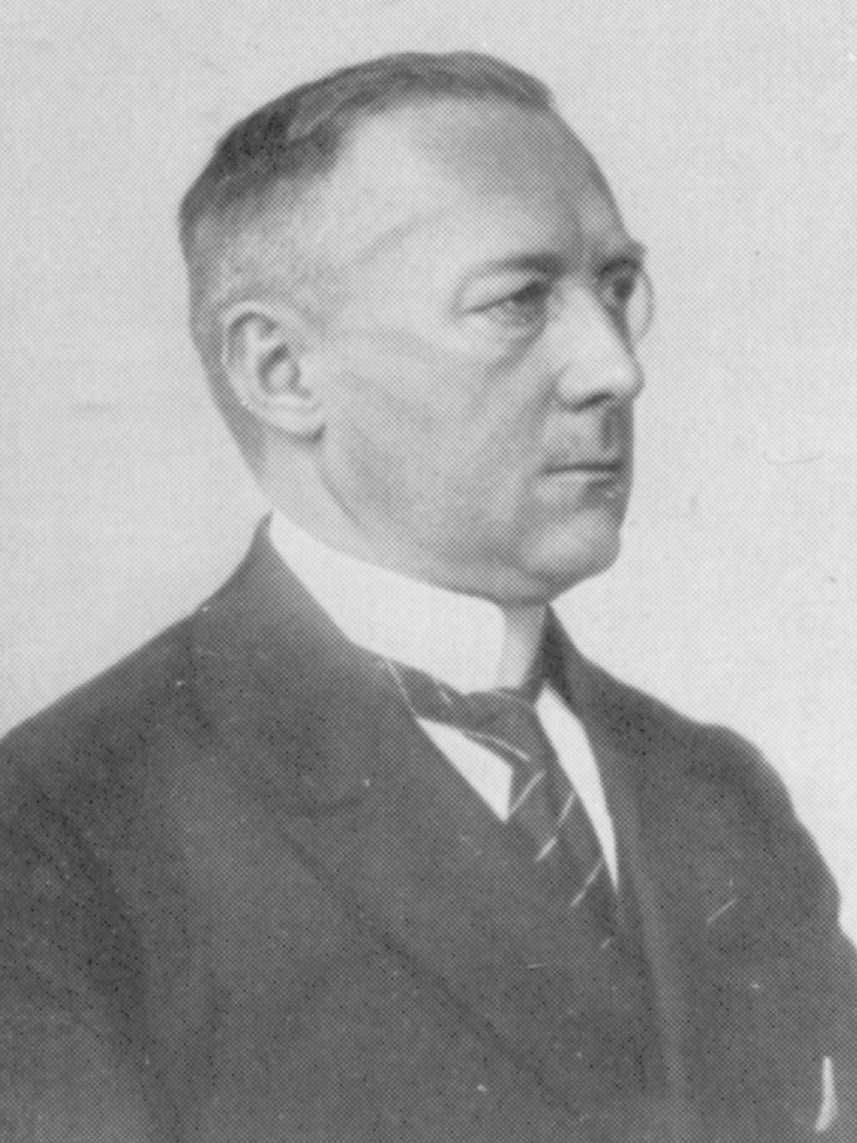
Kurt Graebe, um 1930

Kurt Richard Graebe (* 9. Februar 1874 in Karniszewo bei Gnesen; † 8. August 1952 in München) war ein deutscher Politiker. Während der Zwischenkriegszeit war er als deutscher Minderheitenpolitiker Mitglied des polnischen Sejm. 

## Leben
Er besuchte das Gymnasium in Gnesen und anschließend eine Kriegsschule. Graebe nahm am Ersten Weltkrieg teil und wurde 1920 als Oberstleutnant verabschiedet. Als Mitglied im Deutschtumsbund zur Wahrung der Minderheitenrechte, einer Partei der deutschen Minderheit in der Zweiten Polnischen Republik, wurde er 1922 bei den Wahlen zum Sejm gewählt.
Von 1919 bis 1934 war Graebe als Hauptgeschäftsführer des Deutschtumsbundes zur Wahrung der Minderheitenrechte in Bromberg politisch aktiv. Später wurde er Delegierter des Europäischen Nationalitätenkongresses und übergangsweise von 1934 bis 1935 Vorsitzender (Präsident) des Verbandes der deutschen Volksgruppen in Europa. 1930 verhafteten ihn die polnischen Behörden und Graebe wurde zu sechs Monaten Haft wegen antipolnischer Tätigkeit verurteilt. Im Zweiten Weltkrieg wurde Graebe für die Wehrmacht reaktiviert. Als Abwehroffizier mit dem Dienstgrad eines Oberstleutnants eingesetzt, war er 1941 der Abwehrstelle im ostpreußischen Marienburg zugeordnet. Von hier aus steuerte er die lettische Untergrundbewegung zur Vorbereitung des deutschen Angriffs auf Riga.
Nach dem Krieg war er Gründungsmitglied und Landesvorsitzender der Landsmannschaft Weichsel-Warthe in Bayern.